# 傅新蓉
傅新蓉（？—），女，江苏南京人，中华人民共和国外交官，曾任中华人民共和国驻伊基克总领事，现任中华人民共和国驻蒂华纳总领事。

## 生平
傅新蓉毕业于南京外国语学校、北京外国语大学西班牙语专业。曾任驻哥伦比亚大使馆政务参赞、国务院台湾事务办公室政党局副局长。2016年7月，出任中国多米尼加贸易发展办事处代表。2018年，回国任外交部拉丁美洲和加勒比司参赞。2020年10月，出任中华人民共和国驻伊基克总领事。2024年12月，自驻伊基克总领事离任。2025年2月，出任中华人民共和国驻蒂华纳总领事。